# Maldív nyelv
A maldív nyelv (ދިވެހި), más néven divehi a Maldív-szigetek hivatalos nyelve, amely a maláj, az arab és a hindi nyelv keveréke. A Maldív-szigeteken, India és Malajzia egyes részein, illetve szórványosan Szaúd-Arábia és Jemen területein mintegy 350 000 ember beszéli.

## Eredete
A maldív az indoárja nyelvek családjába tartozik, és egyben rokona Srí Lanka egyik hivatalos nyelvének, a szingaléz nyelvnek. Ezzel együtt ez a két nyelv képviseli az indoárja nyelvek déli alcsoportját, melyek közül a maldív a legdélebben előforduló. Korábban úgy vélték, hogy a divehi a szingaléz vagy más néven szinhala nyelv leszármazottja, de 1969-ben egy szingaléz filológus arra a következtetésre jutott, hogy mindkét nyelv egy szanszkrit és indiai dialektusból származó prákrit nyelvből alakult ki.
2011-ben jelent meg a nyelv első szótára.

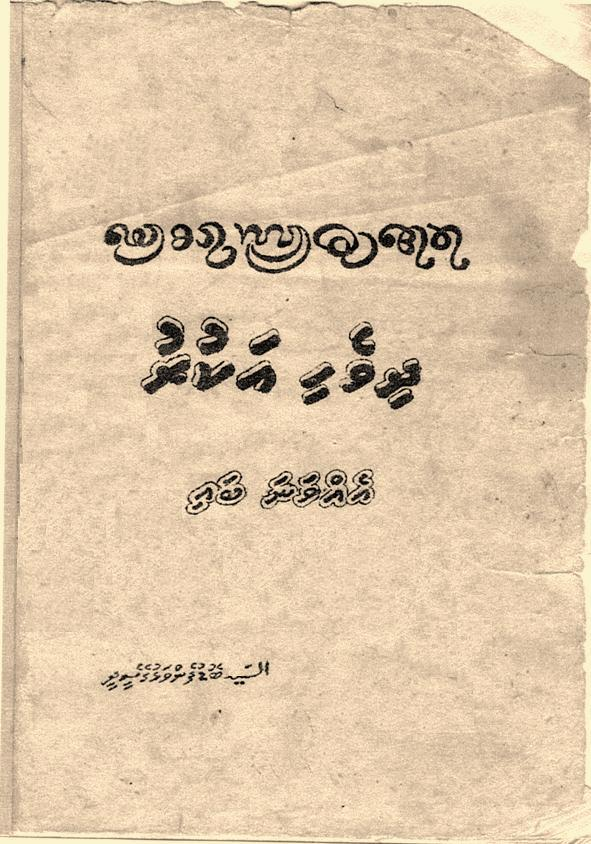
Bodufenvalhuge Sidi Divehi Akuru c. könyvének borítója

## Példamondatok, szavak
- mi ko-on cse? - mi ez?
- báj - rizs
- bisz - tojás
- mász - sült hal
- valo mász - füstölt hal
- modunu - saláta
- gulasz - halgombóc
- kurumba - kókusz